# Philosina buchi
Philosina buchi är en trollsländeart som beskrevs av Friedrich Ris 1917. Philosina buchi ingår i släktet Philosina och familjen Megapodagrionidae. IUCN kategoriserar arten globalt som otillräckligt studerad. Inga underarter finns listade i Catalogue of Life.